# Hellige (Unternehmen)

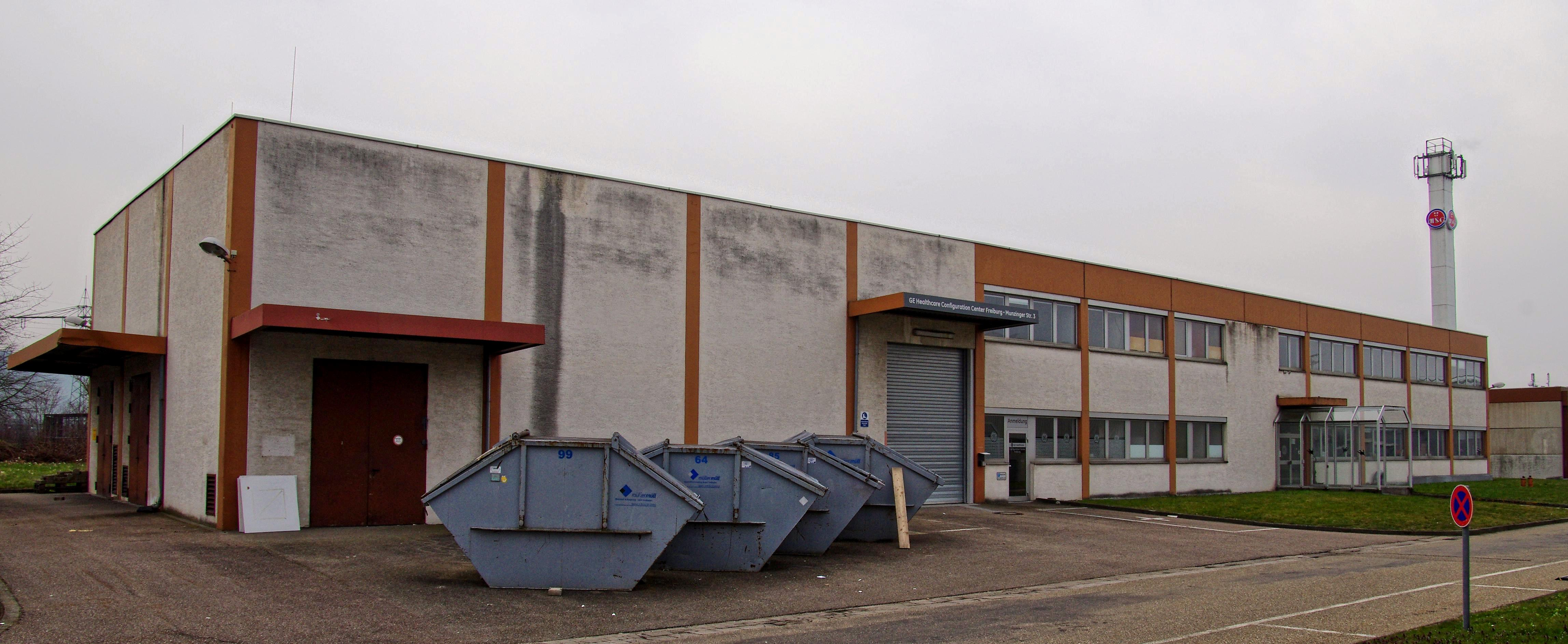
Außenansicht von General Electric, ehemals Hellige

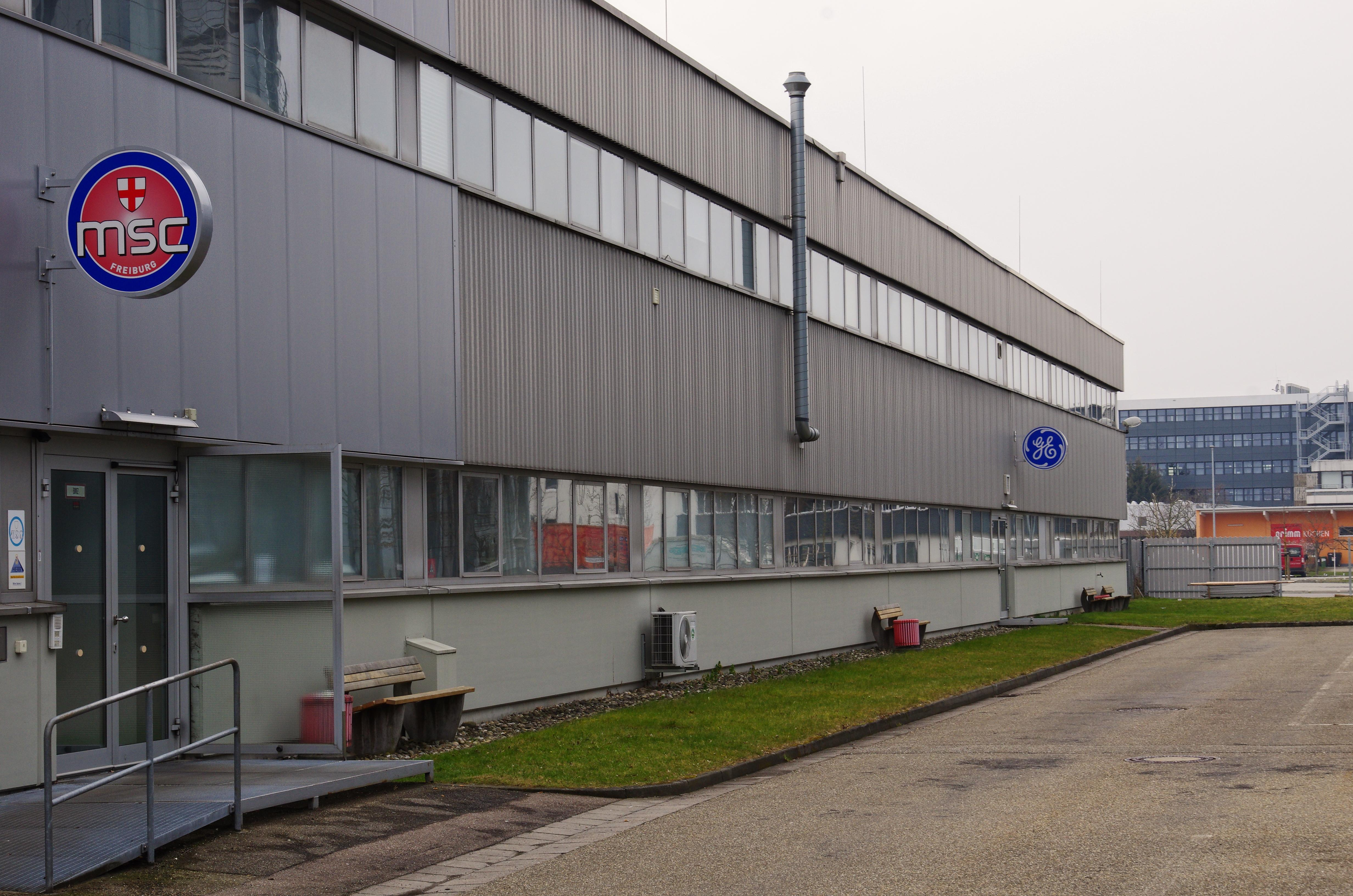
Außenansicht von General Electric, ehemals Hellige

Hellige war einer der weltweit führenden Hersteller von elektromechanischen Elektrokardiographen und anderen elektronischen Medizinapparaten mit Sitz in Freiburg im Breisgau. Nach über 70 Jahren Selbständigkeit wurde das traditionsreiche Unternehmen nacheinander von drei verschiedenen internationalen Konzernen übernommen und ist heute – in stark reduzierter Form – ein Teil von General Electric in der Sparte GE Healthcare.

## Geschichte
Das Unternehmen wurde 1895 von Fritz Hellige gegründet, dessen Namen es trug. Anfänglich trat das Unternehmen als Wiederverkäufer von wissenschaftlichen Instrumenten auf (insbesondere optischer Geräte von Zeiss). Das Unternehmen verfügte aber auch über eine Werkstatt, in der Gerätschaften für die Forschung entwickelt und hergestellt wurden.
In den 1930er Jahren begann Hellige mit der industriellen Produktion von Elektrokardiographen und anderen elektronischen Medizingeräten. 1938 wurde ein fahrbarer 3-Kanal-Elektrokardiograph für den Klinikeinsatz entwickelt. Zehn Jahre später, 1948, folgte ein tragbarer, photographisch registrierender l-Kanal-Verstärkerelektrokardiograph. Im Jahr 1966 wurde ein batteriebetriebener, transistorisierter Einhand-Elektrokardiograph entwickelt.

Typenschild aus Litton-Zeit (stilisiertes „li“)

Im Jahre 1962 übernahm der US-amerikanische Mischkonzern Litton Industries Hellige im Rahmen seiner europäischen Expansionsoffensive. Die Expertise des Freiburger Unternehmens auf dem Apparatebau kam Litton zupass, als es einen 800 Mio. Mark großen Auftrag des Bonner Verteidigungsministeriums für computerisierte Trägheitsnavigationssystem auf Basis von Kurskreiseln abzuarbeiten galt. Unterstützt wurde die neuakquirierte Firma durch die Litton Technische Werke Freiburg, die ab 1961 als Elektronikfabrik aufgebaut wurden.
Nach der Übernahme im Jahre 1986 durch PPG Industries erfolgte die Umbenennung von Fritz Hellige & Co. GmbH (Beiname: Fabrik wissenschaftlicher Apparate) in PPG Hellige GmbH. Das Unternehmen verfügte damals über mehr als 1000 Mitarbeiter.
Marquette Medical Systems übernahm PPG Hellige im Jahr 1996, wobei der deutsche Unternehmensteil anschließend unter Marquette Hellige GmbH firmierte. Marquette Hellige war seit 1997 gleichzeitig die Hauptniederlassung von Marquette Medical Systems in Europa. In Freiburg wurden sowohl Forschungs- als auch Produktionskapazitäten aufrechterhalten.
Im Jahr 1998 wurde Marquette Medical Systems von General Electric übernommen und in GE Marquette Medical Systems umbenannt. Auf diese Weise konnte das Produktportfolio um EKG-Geräte erweitert werden. Der zunächst eigenständige Unternehmensteil wurde schließlich vollständig in GE Medical Systems integriert. Am Standort in Freiburg wurde weiterhin festgehalten.
Seit der Übernahme durch GE Medical Systems wurden in Freiburg kontinuierlich Arbeitsplätze und Betriebseinheiten abgebaut. Die Produktion übertrug GE an das Unternehmen Microcomputer Systems Components (MSC), heute als MSC Technologies Systems GmbH Teil des Avnet-Konzerns.
Im Jahr 2001 wurde der Traditionsname „Hellige“ endgültig aufgegeben. Seit Anfang 2008 kümmern sich nur noch etwa 380 Mitarbeiter um den Vertrieb, das Marketing, den Service sowie den Ein- und Verkauf.